# العازار لوبيز كونتريراس
العازار لوبيز كونتريراس (بالإسبانية: Eleazar López Contreras) (و. 1883 – 1973 م) هو سياسي من فنزويلا ولد في تاتشيرا.

## روابط خارجية
- العازار لوبيز كونتريراس على موقع الموسوعة البريطانية (الإنجليزية)